# Libín (Šumavské podhůří)
Libín (1094 m n. m.) je hora nacházející se 4 km jižně od Prachatic. Je nejvyšším vrcholem Šumavského podhůří, náleží do geomorfologického podcelku Prachatická hornatina a okrsku Libínská hornatina. Tvoří výraznou, zdaleka viditelnou dominantu nad Prachaticemi. Je součástí dlouhého strukturního hřbetu protaženého od severozápadu na jihovýchod se strmým severovýchodním svahem. Přirozený horský suťový les je chráněn v přírodní rezervaci Libín.

## Geologie a geomorfologie

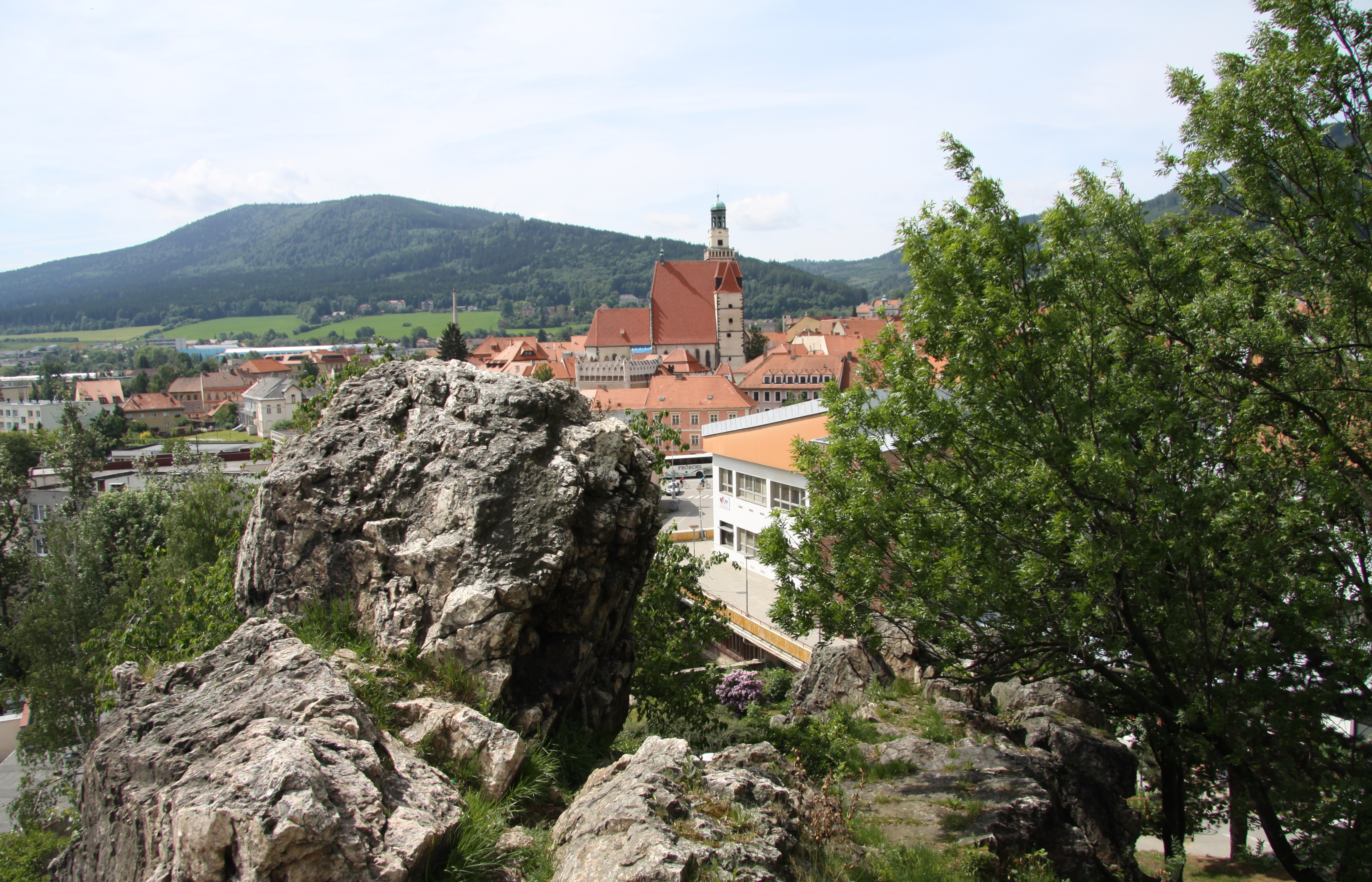
Prachatice s masivem Libína v pozadí

Strukturní hřbet libínského masívu je tvořen migmatitickými pararulami a granitizovanými rulami šumavského moldanubika. Příkřejší severovýchodní svah sleduje tektonickou poruchu. Na vrcholu a především v severovýchodním svahu jsou četné skalní tvary zvětrávání a odnosu.

## Vegetace a fauna
Na strmých severovýchodních svazích hory roste komplex starých přirozených porostů květnatých bučin a horských kyselých smrkových bučin s typickou květenou, ptactvem a hmyzem. Převažujícími druhy stromů jsou zde smrk ztepilý, buk lesní, jedle bělokorá a javor klen. Z bylin jsou významné čarovník pařížský, dymnivka dutá, kyčelnice devítilistá, věsenka nachová, měsíčnice vytrvalá, kokořík přeslenatý a plavuň pučivá. Z ptáků vázaných na horské lesy zde hnízdí datlík tříprstý, kos horský, sýc rousný, holub doupňák, dlask tlustozobý a lejsek malý.

## Rozhledna

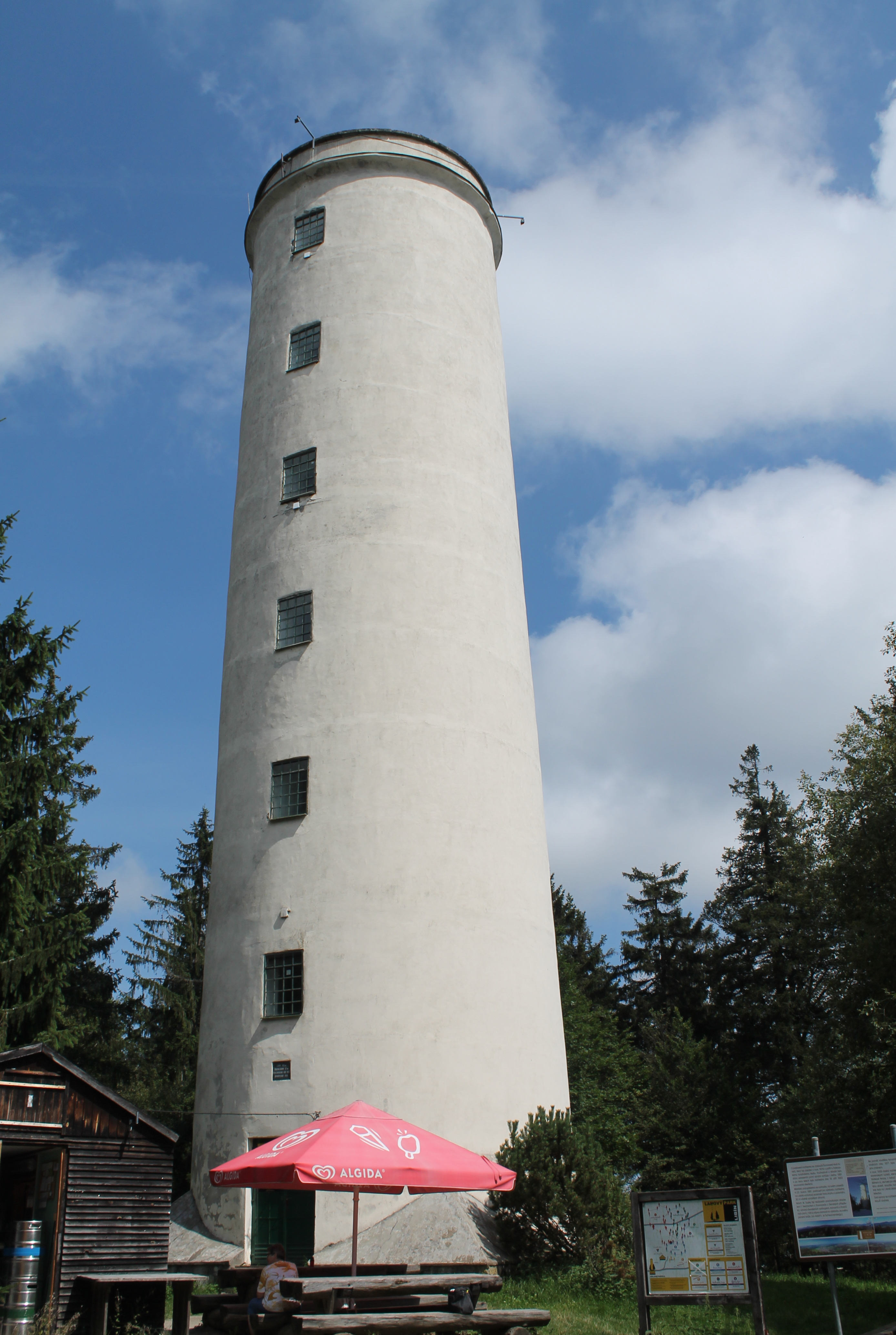
Rozhledna Libín

Na vrcholu Libína se nalézá 27 metrů vysoká kamenná rozhledna válcovitého tvaru, horská chata a telekomunikační věž. Na jejím vzniku mělo zásluhu převážně německé obyvatelstvo Prachaticka sdružené v Šumavském klubu turistů (odnož Rakouského turistického klubu). Slavnostní otevření rozhledny se konalo 16. září 1883. Z rozhledny lze spatřit město Prachatice a velkou část Šumavy, dále lze dohlédnout na Novohradské hory, Českobudějovickou pánev a také horu Kleť s rozhlednou a vysílačem. Je vidět i na Písecko, Strakonicko a Brdskou vrchovinu. Za dobré viditelnosti je možné dohlédnout i na Alpy.

## Přístup
Na vrchol Libína vede červeně značená turistická stezka z Prachatic a dále modře značená stezka z Libínského Sedla a rovněž modře značená stezka z Chrobol. Na vrchol vede rovněž silnice odbočující u Libínského Sedla ze silnice II/141 Prachatice – Volary.

## Památky

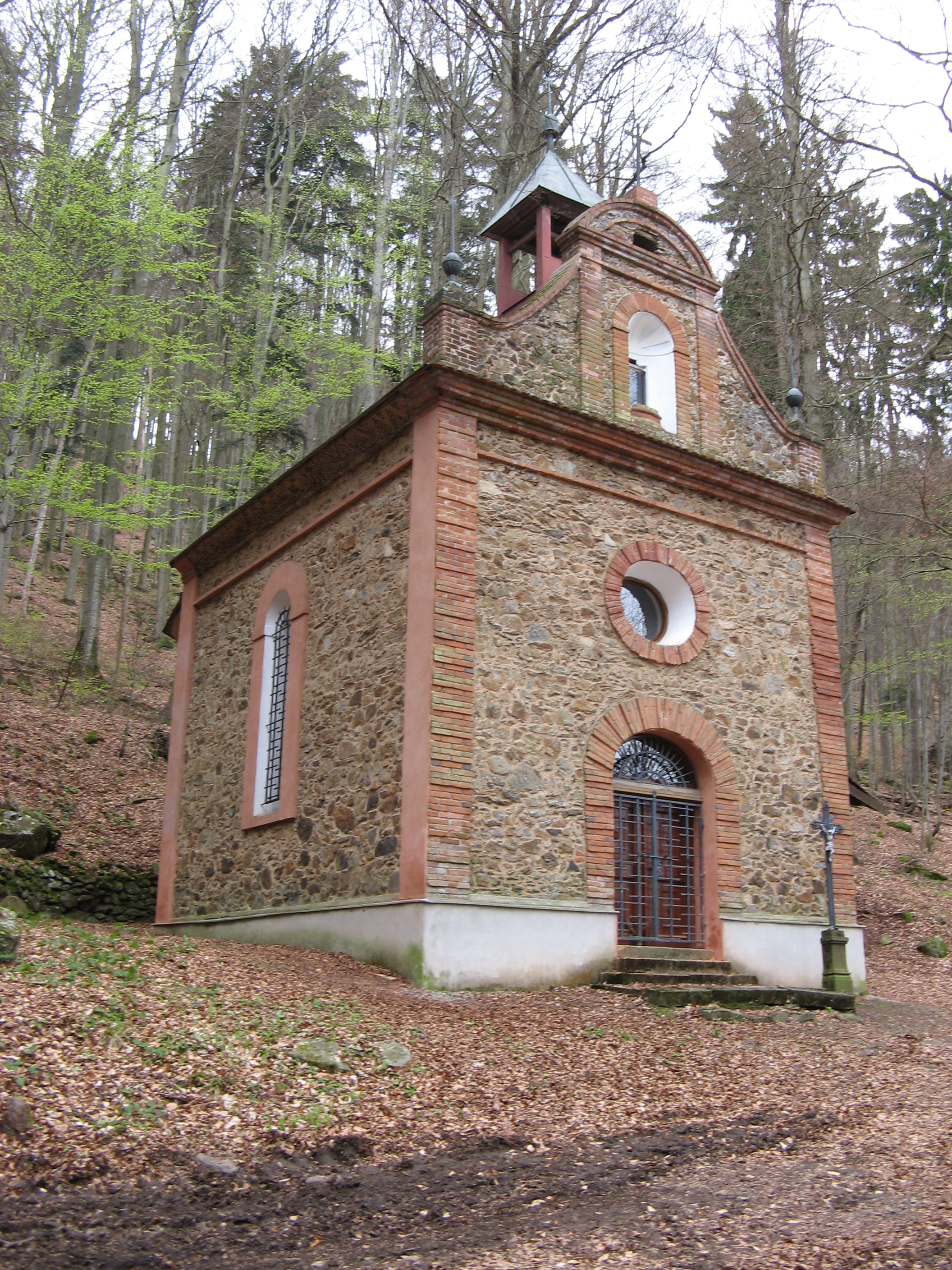
Kaple sv. Filipa Neri pod Libínem

Na severním svahu Libína, 1 km od vrcholu, v nadmořské výšce 860 m se nachází poutní kaple sv. Filipa Neri (Patriarcha) z let 1859–61 s křížovou cestou.